# 馬禮遜譯本
馬禮遜文理譯本，正式名稱為神天圣書，是新教人士馬禮遜等人翻譯的文理（文言文）新舊約全書，標誌著新教的中文譯經正式拉開了帷幕，是中文譯經歷史上的重大事件，對後世譯本產生了不少的影響。

## 簡介
1807年，第一位到中國的新教宣教士英國倫敦會的馬禮遜抵達廣州，不久就開始翻譯《聖經》。他參考了在川天主教傳教士白日昇的巴設譯本（Basset–Su Chinese New Testament, 1707），巴設譯本采用“神”来翻译，所以马礼逊在他的译本中也使用“神”，至于圣灵，他翻译为“圣风”。至1813年將《新約》譯完，並於1814年出版。之後，他與宣教士米憐合作，完成了《舊約全書》的翻譯。1823年在馬六甲將全部《聖經》以《神天聖書》之名出版。《舊約》稱《舊遺詔書》、《新約》則稱為《新遺詔書》。馬禮遜的譯本晚於馬士曼译本一年。
馬禮遜沒有將  翻譯為“約”，而是翻譯為“遺詔”，因  不但有“約”之義，也有“遺命”之義，參希伯來書第十章第十六節。

## 特色
- 以直譯的方法翻譯
- 忠實原文，不夠順暢

## 參见
- 聖經漢語譯本列表
- 聖經漢語譯本

## 外部連結
- 聖經珍藏 神天圣書 （页面存档备份，存于）
- 《中文聖經翻譯史》(聖經．中文．翻譯) （页面存档备份，存于）
- 《馬禮遜譯本》(聖經．中文．翻譯) （页面存档备份，存于）
- 中文聖經譯本流源 （页面存档备份，存于）